# 翠山莊
翠山莊，是位於臺灣臺北市士林區內雙溪的門禁社區，1975年竣工，至1994年間逐年增建，內有佔地百坪的獨棟別墅16棟、面積約達900平方公尺。2000年5月20日，中華民國第七（代理）至九任總統李登輝卸任後長居此處，翠山莊從此因為是李登輝的寓所而聞於各界。

## 概要

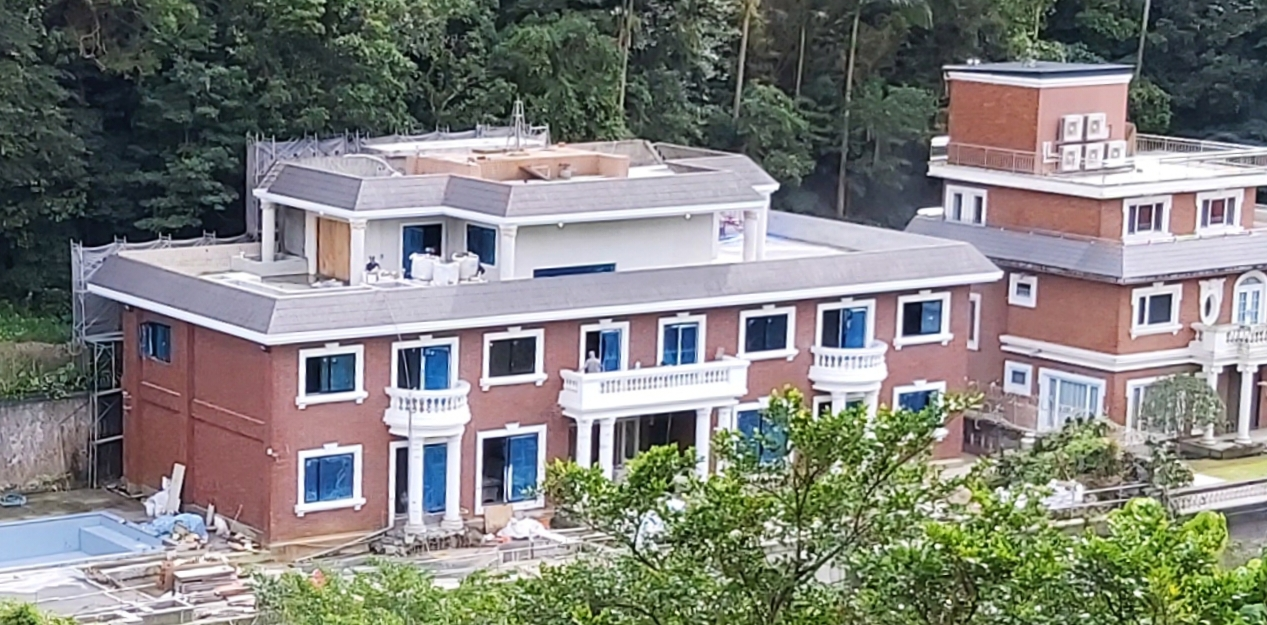
李登輝故居

1975年11月翠山莊竣工並取得使用執照，至1979年前後由數位地主陸續起造，1980年面積達到350平方公尺，1994年增建至900餘平方公尺。2000年5月，李登輝卸任總統後由政府支付每月新台幣31萬的租金向原業主陳金光租下社區最內側占地260坪的別墅作為其住所。
2006年4月，歌手費玉清入手社區內最靠近入口的第一棟別墅。
2006年7月，立法院《卸任元首禮遇條例》修正案通過刪減禮遇內容，政府不再支付租金，因此於2007年1月12日由李登輝的孫女李坤儀以貸款新台幣4,900萬元、總共耗資8,000萬元買下該別墅。
翠山莊因作為李登輝晚年的寓所而時有諸如陳水扁、馬英九、蔡英文與陳菊、賴清德、柯文哲等臺灣政界要人前往拜會，地處郊區且警備森嚴。李登輝在此居住直至其於2020年在臺北榮總去世。

## 爭議
2011年，前國民大會代表陳萬生的妻子陳許春美透過法拍取得原地主持有的翠山莊土地，意欲興建養老院。2014年，陳許春美提告包含李坤儀在內的翠山莊15名屋主擴建占用她的土地。2017年，翠山莊被判定侵害地主兩筆土地共7坪，經高等法院判決須拆屋還地。但陳萬生最終表示「能夠和解就和解」。